# Гойя, или Тяжкий путь познания (фильм)
«Гойя, или Тяжкий путь познания» — советско-восточно-германско-болгарско-югославский двухсерийный художественный широкоформатный фильм по одноимённому роману Лиона Фейхтвангера.

## Сюжет
Историко-биографический фильм о жизни гениального испанского живописца и графика Франсиско Гойя, жившего на рубеже XVIII — XIX веков, личности сложной и противоречивой.
Мадрид. Конец XVIII века. Франсиско Гойя — весьма успешный придворный живописец. Ему помогает писать картины его ученик Августин Эстеве…
1795 год. Гойя пишет портрет герцога Альба и его жены. Герцогиня Альба соблазняет Гойю. Они становятся любовниками.
1797 год. Гойя приступает к серии офортов «Капричос».
1799 год. Гойя заканчивает «Капричос» и выставляет их на продажу в парфюмерной лавке. Однако по поводу этих продаж его вызывают в инквизицию, где он вынужден давать подробные объяснения.
В 1801 году Гойя заканчивает «Портрет семьи Карла IV».
1808 год. В Мадриде жестоко подавлено восстание жителей против оккупации города французскими войсками. Поражённый увиденным, Гойя приступает к созданию цикла офортов «Бедствия войны».

## В ролях
- Донатас Банионис — Франсиско Гойя (озвучивает Георгий Жжёнов)
- Оливера Катарина[англ.] — герцогиня Альба (озвучивает Алла Демидова)
- Фред Дюрен[нем.] — Агустин Эстев Маркес (озвучивает Валентин Никулин)
- Татьяна Лолова — королева Мария Луиза
- Рольф Хоппе — король Карл IV
- Мечислав Войт — Великий инквизитор (озвучивает Владислав Дворжецкий)
- Эрнст Буш — Ховельянос
- Густав Холоубек — Бермудес (озвучивает Артём Карапетян)
- Вольфганг Килинг — Годой
- Михаил Козаков — Гильмарде
- Ирен Шюте — дона Лючия
- Анджей Шалявский — аббат
- Мартин Флёрхингер — Отеро
- Арно Выцневский — Мануэль Кинтана (озвучивает Олег Голубицкий)
- Кармелла — Мария Росарио
- Людмила Чурсина — Пепа
- Пётр Слабаков — Гиль (озвучивает Армен Джигарханян)
- Верико Анджапаридзе — мать Франсиско
- Ариадна Шенгелая — Хосефа
- Нунуца Ходош — Эуфемия
- Игорь Васильев — отец Адриан
- Игорь Дмитриев — герцог Альба

## Съёмочная группа
- Автор сценария: Анжел Вагенштайн
- Режиссёр-постановщик: Конрад Вольф (1925-1982)
- Режиссёры:
  - Дорис Боркман
  - Владимир Степанов
- Режиссёрская группа:
  - Людмила Гальба
  - Владимир Синило
  - Эмилия Сухорукова
  - Ионис Гузнер
  - Юрген Клаус
- Операторы:
  - Константин Рыжов
  - Вернер Бергман
- Художники:
  - Альфред Хиршмайер
  - Валерий Юркевич, Ленфильм (СССР)
  - Наталия Тореева, Художник по костюмам, Ленфильм (СССР)
- Композиторы:
  - Кара Караев
  - Фарадж Караев
- Звукооператоры:
  - Эдуард Ванунц
  - Гарри Беленький
  - Ефим Юдин
- Консультант: Яков Харон
- Монтажёр: Александра Боровская
- Директора картины:
  - Генрих Хохлов
  - Герберт Элер

## Награды
- 1971 — VII Московский международный кинофестиваль: специальная премия жюри[4]